# غريغوري ويلر
غريغوري ويلر (بالإنجليزية: Gregory Wheeler)‏ هو عالم حاسوب وفيلسوف أمريكي، ولد في 1968 في فرجينيا في الولايات المتحدة.

## وصلات خارجية
- الموقع الرسمي